# Fernanda García Lao
Fernanda García Lao (Mendoza, 6 de octubre de 1966) es una escritora, dramaturga y poeta argentina/española.
Hija del periodista argentino Ambrosio García Lao, vivió en Madrid desde 1976 hasta 1993. Allí hizo sus estudios primarios, secundarios y universitarios. Estudió piano, danza clásica, actuación y periodismo. A su regreso a Buenos Aires, se formó como actriz con Norman Briski y Ricardo Bartis y como dramaturga con Mauricio Kartun. Su primera experiencia como directora de teatro fue en el Sportivo Teatral con la obra de Witold Gombrowicz Ivonne, princesa de Borgoña.

## Trayectoria
Como actriz, dramaturga y directora, se dedicó al teatro independiente tanto en Buenos Aires como en Madrid. Escribió y dirigió varias piezas teatrales. Su obra La mirada horrible obtuvo 1.º premio de la Secretaría de Cultura de la Nación, a obras estrenadas en el 2000. Ser el amo, estrenada en el Sportivo Teatral en 2002, el Subsidio a la creación Antorchas 2002. Por su obra La amante de Baudelaire, recibió el Auspicio de la Embajada de Francia y el Apoyo de Proteatro, así como el Premio a la Mejor Actuación (compartido con su compañera de elenco, Gabriela Luján) en el Festival Cumbre de las Américas de Mar del Plata. 
En el año 2004, su novela Muerta de hambre resultó merecedora del Primer Premio de Novela por el Fondo Nacional de las Artes. Desde entonces, ha publicado no sólo en Argentina sino en diversos países de Latinoamérica, Europa y Estados Unidos. Ha sido traducida al francés, al inglés, al italiano, al checo, al portugués y al sueco. 
Ha colaborado en medios a ambos lados del océano y coordina talleres de escritura. 
Fue seleccionada por la Feria Internacional de Libro de Guadalajara 2011 como uno de «Los secretos mejor guardados de la literatura latinoamericana». 
Su escritura es un mapa híbrido de transgresión, locura, erotismo, humor y violencia, con una cadencia poética única. 
Está considerada una de las escritoras más relevantes y originales de la literatura latinoamericana actual. 
Desde 2022, reside en Barcelona.

## Premios y distinciones
- Primer Premio de Novela del Fondo Nacional de las Artes (2004) – Muerta de hambre.

- Tercer Premio Julio Cortázar de Novela (2004) – La perfecta otra cosa.

- Primer Premio de la Secretaría de Cultura de la Nación por Mejor Obra Escenificada (2000) – La mirada horrible.

- Beca de la Fundación Antorchas para la Creación Artística (2002) – Ser el amo.

- Apoyo de Proteatro y la Embajada de Francia para la obra La amante de Baudelaire (2004–2007).

- Premio a la Mejor Interpretación (junto a Gabriela Luján) en el Festival Cumbre de las Américas, Mar del Plata – La amante de Baudelaire.

- Seleccionada por la Feria Internacional del Libro de Guadalajara como uno de los “Secretos mejor guardados de la literatura latinoamericana” (2011).

- Finalista del Premio Setenil (2024) – Teoría del tacto.

- Finalista del Premio Tigre Juan (2024) – Teoría del tacto.

## Novela
- Muerta de hambre (Premio del Fondo Nacional de las Artes en 2004), donde cuestiona las percepciones de la sociedad moderna sobre la belleza femenina. La protagonista, Bernabé Castellar, se rebela comiendo compulsivamente porque, como afirma la autora, «provocando el asco del otro, obtiene su libertad».[4][5][3] Editorial El Cuenco de Plata, 2005. Reeditada por Editorial Emecé, 2016.
- La perfecta otra cosa, que obtuvo el tercer premio Cortázar,[6] Editorial El Cuenco de Plata, 2007
- La piel dura,[7]  Editorial El Cuenco de Plata, 2011
- Vagabundas[8] (Finalista del Premio Internacional de Novela Letra Sur 2010). Editorial El Ateneo, 2011
- Fuera de la jaula,  Editorial Emecé, 2014
- Amor invertido, en coautoría con Guillermo Saccomanno. Seix Barral 2015
- Nación Vacuna, novela. Editorial Emecé, 2017 (en Argentina); Editorial Candaya, 2020 (en España) "En la era de las Fake news, la mentira política y el neoliberalismo radical, Fernanda García Lao relata, con sorprendente y a veces perverso humor, la suerte de estas mujeres arrastradas a un proyecto delirante, donde cualquier intento de rebelión ha sido previsto y anulado por el sistema. «Nación Vacuna es la memoria argentina de un futuro histórico que ya pasó sin que lo viéramos. Una realidad fantasma que enloquece nuestras percepciones sin que sepamos si se aleja o se acerca, camuflada bajo la telaraña de los días»  Juan José Becerra. «La narradora más rara y original de la literatura argentina contemporánea» Silvina Friera, Página 12.
- Sulfuro, novela. Publicada simultáneamente en Editorial Emecé, Argentina y en Editorial Candaya, España, en 2022. Sulfuro se desenvuelve en el territorio de las ideas y de la evocación de experiencias, sensaciones, flujos de conciencia. Una novela filosófica y fantástica, que a ratos asemeja un cuento de terror y locura, donde la conciencia de muerte y de la «gente sufrida» de su protagonista, una mujer de treinta y tantos divorciada y recasada, madre a su pesar de hijos vivos e hijos muertos, no encaja nada bien con su sometimiento a la rutina, las horas muertas. Retrato de mujer vacía —o vaciada— de vida, casi una muerta en vida, embalsamada, que atraviesa un alucinado proceso de duelo y desconsuelo: «Qué se puede esperar del mundo si la gente más interesante está muerta». Mujer afantasmada y que reencarna o reemplaza a otras en esta pesadilla paranoide entre dos mundos, acá y allá, que al aparearse engendran monstruos y fantasías necrófilas.

## Cuento
- Cómo usar un cuchillo,[9] volumen de relatos y cuentos.[1] Editorial Entropía, 2013. En Cómo usar un cuchillo, Fernanda García Lao  hace con la literatura, lo que el punk hizo con el rock. Integrado por veintisiete relatos breves, este libro es pura experiencia de lectura, paladeo de un asombro que descoloca con violencia y constancia, que se reestrena −virgen− con cada nuevo comienzo.
- El tormento más puro. Editorial Emecé, 2019.
- Teoría del tacto. Editorial Candaya, España (primera edición 2023, segunda edición 2024). Editorial Entropía, Argentina, 2024. Finalista del Premio Setenil 2024, al mejor libro de cuentos publicado en castellano. Finalista del Premio Tigre Juan, 2024.

## Poesía
- Carnívora, poesía. Editorial de la Universidad de La Plata, Edulp. 2016
- Dolorosa, poesía. Editorial de la Universidad de La Plata, Edulp. 2017
- Autobiografía con objetos, poesía. Editorial Zindo&Gafuri, Argentina 2022. Kriller71, España, 2022.

## Relato breve
- Los que vienen de la noche, relatos/visiones. En coautoría con Guillermo Saccomanno. Editorial Seix Barral, 2018.
- (No)me acuerdo, un libro que juega con el clásico de Joe Brainard (I remember) y el de George Perec (Je me souviens) para hacer lo contrario. Entre el poema, la narración difusa y el aforismo. Editorial Kriller71, Barcelona 2025.

## Piezas teatrales
Como dramaturga, García Lao escribió, puso en escena, y actuó numerosas piezas teatrales:
- El sol en la cara (1999).
- La mirada  horrible (2001).[10]
- Ser el amo (2002).
- La amante de Baudelaire (2004 a 2007).[11] (Premio Cumbre de las Américas)
- Desde el acantilado (2005).